# 新青年 (人間椅子のアルバム)
『新青年』（しんせいねん）は、人間椅子が2019年に発表した21枚目のスタジオ・アルバム。

## 概要
- 初回限定盤はレコーディング・ドキュメンタリー『「新青年」への軌跡』収録DVD付き[2]。
- アルバム発売に先立ち、2019年5月にYouTubeでリード曲「無情のスキャット」のミュージックビデオを公開。同年6月に再生回数100万回、8月には200万回を記録。動画には海外からのコメントが多く寄せられた[3][4]。
- オリコンでは初登場14位をマーク[1]。前作『異次元からの咆哮』の18位を塗り替え、バンド最高順位を獲得した。

## 収録曲
| 全編曲: 人間椅子。 |                                    |           |              |       |
| #                  | タイトル                           | 作詞      | 作曲         | 時間  |
| 1.                 | 「新青年まえがき」                 | 和嶋慎治  | 和嶋慎治     | 3:57  |
| 2.                 | 「鏡地獄」                         | 和嶋慎治  | 和嶋慎治     | 6:20  |
| 3.                 | 「瀆神」                           | 和嶋慎治  | 鈴木研一     | 5:14  |
| 4.                 | 「屋根裏の散歩者」                 | 和嶋慎治  | 和嶋慎治     | 5:55  |
| 5.                 | 「巌窟王」                         | 和嶋慎治  | 鈴木研一     | 4:56  |
| 6.                 | 「いろはにほへと」                 | 和嶋慎治  | 和嶋慎治     | 3:59  |
| 7.                 | 「宇宙のディスクロージャー」       | 和嶋慎治  | 鈴木研一     | 4:16  |
| 8.                 | 「あなたの知らない世界」           | 和嶋慎治  | 和嶋慎治     | 5:27  |
| 9.                 | 「地獄小僧」                       | 和嶋慎治  | ナカジマノブ | 3:46  |
| 10.                | 「地獄の申し子」                   | 鈴木研一  | 鈴木研一     | 4:20  |
| 11.                | 「月のアペニン山」                 | 和嶋慎治  | 和嶋慎治     | 4:24  |
| 12.                | 「暗夜行路」                       | 和嶋慎治  | 鈴木研一     | 4:22  |
| 13.                | 「無情のスキャット」               | 和嶋慎治  | 和嶋慎治     | 8:40  |
| 14.                | 「地獄のご馳走」(ボーナストラック) | 鈴木研一  | 鈴木研一     | 4:21  |
| 合計時間:          | 合計時間:                          | 合計時間: | 合計時間:    | 69:57 |

## 演奏者
- 和嶋慎治 - ギター、ボーカル
- 鈴木研一 - ベース、ボーカル
- ナカジマノブ - ドラムス、ボーカル